# Académie agricole d'État de Iaroslavl
L'académie agricole d'État de Iaroslavl est un établissement d'enseignement supérieur agricole situé en Russie à Iaroslavl.

## Histoire
Un institut agricole est fondé à Iaroslavl le 8 mars 1944, comprenant à l'origine deux facultés, celle d'agronomie et celle de zootechnie. Les premiers étudiants sont des jeunes gens et des jeunes filles des kolkhozes et des sovkhozes de la région, ainsi que des soldats retournant chez eux. L'institut occupe le bâtiment d'une ancienne école, puis il déménage loin en 1957 à Vorochilov (Oussouriisk aujourd'hui), dans l'Extrême-Orient russe, pour devenir l'académie agricole du Primorié. Trois cents étudiants de Iaroslavl y partent et une partie du corps enseignant. Vingt ans plus tard, en 1977, une filiale de l'académie agricole de Moscou est ouverte à Iaroslavl. Celle-ci devient un institut indépendant en 1990. La faculté d'ingénierie ouvre en mai 1991. L'établissement prend son nom actuel en 1995.

## Facultés
L'académie dispose des facultés suivantes : 
- Faculté d'ingénierie
- Faculté d'économie
- Faculté de technologie

Il existe aussi un département de cours par correspondance ouvert en 1983.